# Arabe marocain
L'arabe dialectal marocain, appelé au Maroc « darija » (ar) الدارجة (/dæɾiʒæ/), est une langue-toit rassemblant plusieurs variétés d'arabe dialectal parlées au Maroc. Il appartient au groupe des dialectes maghrébins.
Le mot darija désigne de façon spécifique les dialectes utilisés par la population marocaine arabophone, tandis qu'au Moyen-Orient on utilise le terme arabia 'ammia (arabe courant). Le terme « darijophone » peut aussi être employé pour désigner ses locuteurs.
L'arabe marocain, en tant que langue maternelle ou servant de lingua franca pour la communication entre arabophones et berbérophones, est parlé par plus de 30 millions de personnes au Maroc et par plusieurs centaines de milliers dans les pays d'émigration marocaine.
La place du dialecte dans l'enseignement et l'espace public fait l'objet de débats au Maroc.

## Variantes

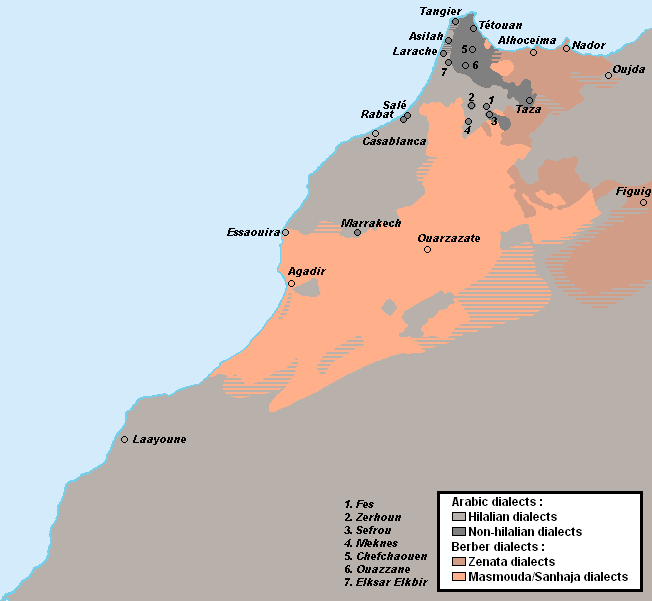
Carte linguistique du Maroc

Les différentes variantes de l'arabe parlées au Maroc peuvent être classées selon deux catégories : parlers hilaliens et parlers non-hilaliens (citadins et montagnards),:
- Parlers non-hilaliens[7],[8]
  - Parlers citadins « purs » (Hadari) : parlers anciens de Rabat, Fès, Tétouan, Taza, Salé, Sefrou ; on y retrouve quelques emprunts lexicaux à la langue espagnole et une forte influence de l'arabe andalou[9],[10].
  - Parlers montagnards : parlés dans le Rif occidental et méridional et dans les plaines du nord-ouest du Maroc par les Jbalas, les Ghiatas, les Maghraouas, les Meknassas, la majorité des Ghomaras ainsi qu'une partie des Sanhajas de Srayr[5],[11].
  - Parlers citadins « d'influence montagnarde » : parlers anciens de Tanger, Larache, Ouezzane, Chefchaouen ; on y retrouve également quelques emprunts lexicaux à la langue espagnole et une influence de l'Arabe andalou.
  - Parlers citadins « d'influence bédouine » : parlers anciens de Marrakech et Meknès.
  - Parlers judéo-marocains : parlers des communautés juives du Maroc[12].
- Parlers hilaliens et Maqiliens :
  - Parlers ʿAroubi: parlés dans les plaines occidentales du Maroc (Doukkala, Abda, Chaouia, Gharb, Tadla, Rhamna) et dans le centre du pays (Hyayna, Cheraga, etc.)[6].
  - Parlers « orientaux »: parlés à Oujda et dans une partie de la région orientale[13],[14].
  - « Nouveaux parlers urbains » du Maroc : koinés urbaines à dominante hilalienne, résultants des mouvements de migration vers les villes au XXe siècle[9].
  - Parlers du Sahara (Hassanya)[15],[16].

## Alphabet et prononciation
L'arabe dialectal marocain n'est associé à aucune forme d'écriture normalisée, bien que des textes en dialecte aient souvent été écrits par le passé, tels que les poésies. Cependant il est certain que l'alphabet arabe était utilisé, comme pour la langue arabe classique et comme pour les dialectes berbères.
Néanmoins, grâce aux nouveaux moyens de communication comme Internet, les médias sociaux et la téléphonie mobile, les Marocains, qui disposent surtout de claviers latins, utilisent l'alphabet latin dans sa variante arabizi pour s'exprimer.

### Alphabet arabe
L'alphabet arabe est utilisé pour transcrire l'arabe marocain, en y ajoutant trois lettres additives : 
Alphabet de base
| ب | ت | ج | ح | خ | د | ر | ز | س | ش | ص | ط | ض | ع | غ | ف | ق | ك | ل | م | ن | ه | و | ي |
| B | T | J | Ḫ | Ĥ | D | R | Z | S | Ċ | Ṣ | Ṫ | Ḍ | Ĝ | Ġ | F | Q | K | L | M | N | H | W | Y |

Lettres additionnelles
| پ | ڥ ou ڤ | ݣ ou گ |
| P | V      | G      |

Transcription
| Lettre arabe | Transcription | Prononciation | Description |
| ب            | b             | [b]           | b français |
|              | ḅ             |               | emphatique de b, assez rare et inexistant en arabe classique et oriental |
| ت            | t             | [t̪]           | dans la plupart des régions citadines il est prononcé avec une certaine affriction (similaire à /ts/ ou à /tʃ/ dans d'autres régions, mais se distingue de t+s) alors que dans les parlers ruraux dits "ɛrûbi" il est prononcé comme un t français |
| ث            | ṯ             | [θ]           | "th" anglais du mot "think" ou "thought", ce son est presque inexistant en arabe marocain mais peut apparaître dans des emprunts lexicaux à l'arabe classique chez certains locuteurs, et chez les Saharaouis bien qu'il soit quasi toujours remplacé par t |
| ج            | j             | [ʒ]           | se prononce comme un j français partout au Maroc, cependant il peut occasionnellement être prononcé "dj" dans quelques mots, mais cela ne concerne que certaines régions notamment du nord et du nord-est et quelques parlers ruraux, et "z" chez les juifs. |
| ح            | ḥ             | [ħ]           | h prononcé au fond de la gorge |
| خ            | ḫ             | [x]           | J de l'espagnol (castillan), souvent retranscrit "kh" |
| د            | d             | [d]           | d français |
| ذ            | ḏ             | [ð]           | th anglais des mots "this", "that" ; ce son est presque inexistant en arabe marocain, il n'est prononcé que dans certaines régions montagneuses du nord et par les Sahraouis. Toujours remplacé par d |
| ر            | r             | [r]           | r roulé à l'espagnole ou à l'italienne ; la plupart des gens de Fès ne le prononcent pas correctement et cela ressemble plus à un r américain ou un r français dans leur accent. |
|              | ṛ             |               | emphatique de r, son inexistant en arabe classique, il apparaît dans quelques mots |
| ز            | z             | [z]           | z français |
| ظ            | ẓ             |               | emphatique de z, son inexistant en arabe classique, il apparaît dans quelques mots |
| س            | s             | [s]           | s français |
| ش            | š             | [ʃ]           | "ch" français comme dans le mot "chose", se confond dans quelques cas avec "s", notamment chez les juifs (šems, semš ou sems pour "soleil") |
| ص            | ṣ             |               | emphatique de s |
| ض            | ḍ             |               | emphatique de d |
| ط            | ṭ             | [t]           | emphatique de t |
| ﻅ            |               | [ð]           | son inexistant au Maroc, toujours remplacé par ḍ |
| ع            | ɛ             | [ʕ]           | laryngale, sorte de vibration de la gorge |
| غ            | ġ             | [ʁ]           | r grasseyé, très proche du r français |
| ف            | f             | [f]           | f français |
| ق            | q             | [q]           | k prononcé au fond de la gorge. Ce son est parfois interchangeable avec "g". Dans certains vieux parlers citadins et parler juifs il est prononcé "?" (attaque vocalique) mais cela reste très rare et en voie de disparition (?omo, "levez-vous", pour qumu, p. ex.) |
| ݣ ou گ       | g             | [ɡ]           | g français du mot "gare", ce son apparaît le plus souvent pour remplacer "q" surtout dans les parlers ruraux d'influence bédouine mais dans la plupart des parlers, même citadins, il est fréquemment utilisé pour certains mots. Seules les régions du nord (Tanger...) et certains vieux parlers citadins (la vieille ville de Fès, par exemple) utilisent exclusivement "q". Ce son peut également apparaître pour d'autres raisons (emprunts, assimilations, dissimilations, etc.) et dans ce cas il ne peut pas être changé avec "q". Ces règles s'apprennent avec l'usage. |
| ك            | k             | [k]           | k français |
| ل            | l             | [l]           | l français |
|              | ḷ             |               | emphatique de l, ce son est inexistant en arabe classique, il apparaît dans quelques mots. |
| م            | m             | [m]           | m français |
|              | ṃ             |               | emphatique de m, ce son est inexistant en arabe classique, il apparaît dans quelques mots. |
| ن            | n             | [n]           | n français |
| ه            | h             | [h]           | h doux, comme le h anglais du mot "have" |
| و            | w             | [w]           | w anglais comme dans "water" |
| ي            | y             | [j]           | y comme dans yoyo |
|              | a             | [a] / [ɛ]     | prononcé "è" devant une consonne normale, et prononcé "a" ouvert devant une consonne emphatique |
|              | i             | [i] / [e]     | prononcé "i" devant une consonne normale, et "é" devant une emphatique |
|              | u             | [u] / [o]     | prononcé "ou" devant une consonne normale, et "o" devant une emphatique |
|              | â             |               | a long, même règle que pour le a |
|              | î             |               | i long, même règle que pour le i |
|              | û             |               | u long, même règle que pour le u |
| پ            | p             | [p]           | p français |
| ڤ            | v             | [v]           | v français |

### Arabizi
Dans l’arabizi (alphabet de tchat arabe), on utilise l'alphabet latin. Lorsqu'un phonème fait défaut, on lui substitue des chiffres ou d'autres lettres:

## Productions scientifiques
La production de documents savants (علمي) ou techniques en arabe marocain est quasi inexistante. Farouk El Merrakchi Taki, physicien et enseignant, est le premier auteur connu de manuels de physique rédigés en arabe marocain, s’appuyant sur une nouvelle pédagogie d'enseignement à destination du grand public (donnée de 2013).

## Littérature
En 2009, les éditions Aïni Bennaï de Rita El Khayat publie une traduction en arabe marocain du livre Le petit Prince de Antoine de Saint-Exupéry -  (ISBN 9789954429525)